# ليفاديا تالين
نادي ليفاديا تالين لكرة القدم (بالإستونية: Mittetulundusühing Spordiklubi Football Club Levadia Tallinn)‏ نادي كرة قدم إستوني يلعب في الدوري الممتاز. تم تأسيس النادي في عام 1998.

## روابط خارجية
- FC Levadia Tallinn